# Éomund
Éomund is een personage uit het boek In de Ban van de Ring, van J.R.R. Tolkien. Éomund was een Maarschalk van Rohan in de Derde Era. Hij trouwde met Theodwyne, de zus van koning Théoden, in 2989 van de Derde Era. Hij kreeg een zoon, Éomer, en een dochter, Éowyn. Hij stierf in een gevecht met Orks.